# Are You Human Too?
Are You Human Too? (en hangul, 너도 인간이니; romanización revisada, Neodo inganini), es una serie de televisión surcoreana de fantasía transmitida desde el 4 de junio hasta el 7 de agosto de 2018 a través de KBS 2TV. La serie es protagonizada por Seo Kang Joon y Gong Seung Yeon. Asimismo, estuvo conformada por 18 episodios, los cuales fueron emitidos todos los lunes y martes a las 22:00 (KST).

## Sinopsis
Nam Shin (Seo Kang Joon), es el atractivo e inteligente hijo de Oh Ro Ra (Kim Sung-ryung). Nam shin es el único nieto de una familia rica que se ve separado siendo niño a la fuerza de su madre, la cual es una gran autoridad en el área de las ciencias del cerebro y la inteligencia artificial. Al verse alejada de su hijo decide crear a un androide idéntico a él que también va creciendo con el paso de los años. Cuando Nam Shin se ve involucrado en un accidente inesperado que lo deja en coma, su madre tendrá que tomar la dura decisión de enviar a su hijo androide para sustituirle y proteger su vida ya que hay personas interesadas en su muerte para tomar el poder en la empresa familiar.
Su guardaespaldas Kang So Bong (Gong Seung Yeon), es una mujer que se ha aprovechado de su posición para ganar un dinero extra hasta que la descubren y pierde su trabajo en la empresa de Nam Shin. Parece estar enfadada siempre pero en el fondo es amigable y cálida. De esta forma, la vida de Nam Shin y So Bong se entrelazan para poder mantener la farsa y proteger sus vidas.

## Reparto

### Personajes principales
- Seo Kang Joon como Nam Shin / Nam Shin III.[5]
  - Oh Han-kyul como el robot artificial Nam Shin I.
  - Lee Joo-chan como el robot artificial Nam Shin II.
- Gong Seung Yeon como Kang So-bong.[6][7]
- Lee Joon-hyuk como Ji Young Hoon.[8]
- Park Hwan-hee como Seo Ye Na.
- Kim Sung Ryung como Oh Ro Ra
- Yoo Oh Sung como Seo Jong Gil.

### Personajes recurrentes
- Park Yeong-gyu como Nam Gun-ho.
- Kim Won Hae como Kang Jae Sik.
- Kim Hyun Sook como el reportero Jo.
- Chae Dong Hyun como Ko Chang Jo.
- Choi Deok-moon como David.
- Kim Hye-eun como Nam Ho-yeon.
- Seo Eun Yool como No Hee Dong.
- Oh Hee-joon como Jo In Tae.[9]
- Cha Yub como Robo Cop.
- Cha In-ha como Hwang Ji Yong.
- Cho Jae Ryong como el secretario Park.
- Choi Byung-mo como Choi Sang-kook.
- Oh Eui-shik como Cha Hyun-jun.

### Apariciones especiales
- Hur Youngji (ep. #1)
- Kim Seung-soo (cameo)

## Premios y nominaciones
| Año  | Categoría                        | Premio               | Nominado                        | Resultado |
| ---- | -------------------------------- | -------------------- | ------------------------------- | --------- |
| 2018 | Excellence (Medium Length Drama) | 32nd KBS Drama Award | Seo Kang-joon                   | Ganó      |
| 2018 | Best Couple                      | 32nd KBS Drama Award | Seo Kang-joon y Gong Seung-yeon | Ganaron   |
| 2018 | Best Supporting Actor            | 32nd KBS Drama Award | Choi Byung-mo                   | Nominado  |

## Producción
Fue creada por Jo Jung Joo y dirigida por Cha Young Hoon, quien anteriormente dirigió Uncontrollably Fond. Las filmaciones se iniciaron el 30 de junio de 2017 y finalizaron en noviembre de ese mismo año, incluyendo locaciones como Karlovy Vary en Chequia.

## Emisión internacional
- Hong Kong: TVB J2 (2019).
- Filipinas: GMA Network (2019).
- Perú: Willax (2020, 2021).
- Singapur: Mediacorp Channel U (2019).
- Taiwán: LTV (2018) y GTV (2020).
- Chile: ETC (2024-2025)